# Jugurtha
Pour les articles homonymes, voir Jugurtha (homonymie).
Jugurtha (en berbère : Yugerten - ⵢⵓⴳⵔⵜⵏ, du berbère: Yugar-iten « il les a surpassés »), né vers 160 av. J.-C. à Cirta — actuelle Constantine en Algérie moderne — et mort en 104 av. J.-C. à Rome, est un roi numide.
Il s'oppose durant sept ans à la puissance romaine en 111-105 av. J.-C., durant un conflit qui nous est connu sous le nom de « guerre de Jugurtha ». À la suite de la trahison de son beau-père, le roi Bocchus Ier, Jugurtha est livré aux Romains. En 104 av. J.-C., il est exhibé lors du triomphe de Marius à Rome, et ensuite jeté en prison, où il meurt de faim après plusieurs jours de souffrance.

## Biographie
Jugurtha est le petit-fils du roi numide Massinissa qui fut un grand allié de Rome durant les guerres puniques; il reçut le titre d'« ami de Rome ».
Son père est Mastanabal, frère de Micipsa, tandis que sa mère est une esclave concubine. 
En -148, à la mort de Massinissa, le royaume de Numidie fut divisé parmi les trois fils du roi, Micipsa, Gulussa et Mastanabal, par Scipion Émilien, à qui Massinissa avait donné le pouvoir d'administrer son territoire. Micipsa reçut, dans le cadre de son héritage, la capitale de la Numidie, Cirta (avec le palais royal et le trésor présent), Gulussa reçut la charge de l'armée et Mastanabal, l'administration de la justice.
Comme il s'agit d'un successeur potentiel — le fils légitime de Mastanabal, Gauda, étant maladif —, Micipsa veut se débarrasser de Jugurtha en l'envoyant en Hispanie (actuelle Espagne) combattre avec les troupes auxiliaires de l'armée romaine.[réf. nécessaire] Jugurtha se montre brave et courageux et les armées numides et romaines sont victorieuses lors du siège de Numance en 133 av. J-.C. Jugurtha se fait beaucoup d'amis à Rome (notamment le général Scipion Émilien) — non seulement grâce à sa valeur mais aussi, quand il le faut, grâce à son argent — et c'est peut-être à la suite de pressions des Romains que Micipsa finit par l'adopter trois ans avant sa mort, ce qui en fait l'un des héritiers du pouvoir.
Rome oblige Micipsa, dernier fils de Massinissa, à partager sa part entre ses deux fils, Hiempsal et Adherbal, et le fils naturel de son frère, Jugurtha.

### Guerre de Jugurtha

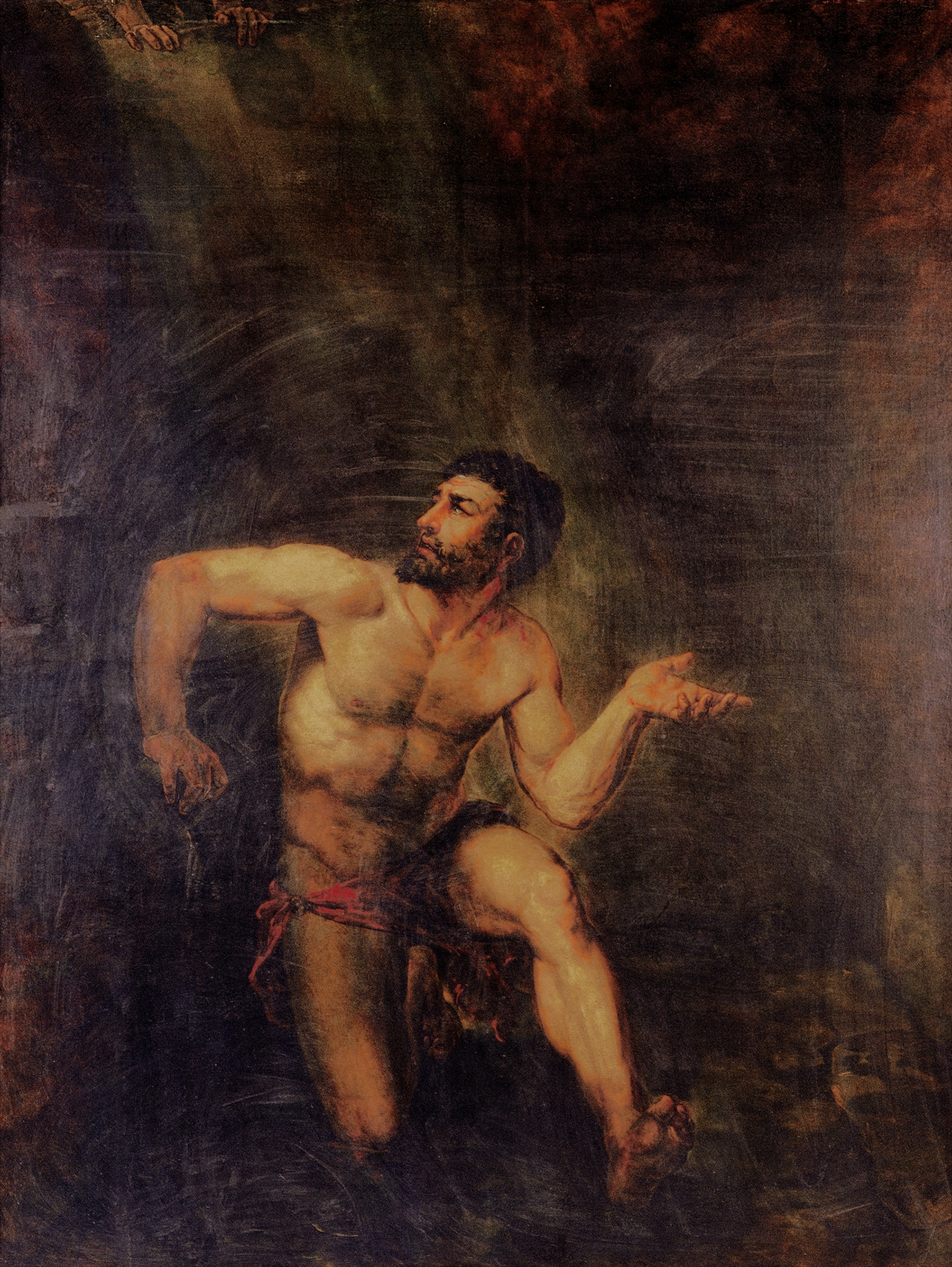
Jugurtha, enfermé dans la prison de Tullianum, en Rome antique.

Jugurtha, qui ne veut pas voir le royaume de Numidie divisé de cette manière, n'accepte pas la décision du Sénat romain. En outre, ses cousins ne l'apprécient guère et ne se privent pas de railler son ascendance peu glorieuse. La même année, Jugurtha fait assassiner Hiempsal, le plus jeune des deux frères. Le Sénat ne paraît pas offusqué par cet étrange décès et la Numidie est partagée entre Adherbal et Jugurtha. Les deux hommes continuent néanmoins à se faire la guerre jusqu'en 113 av. J.-C., date à laquelle Adherbal est assassiné par Jugurtha après le siège de Cirta. En outre, ce dernier s'empare aussi de la cité, massacrant les commerçants romains qui s'y trouvent.
Rome accepte mal que ses ressortissants aient été massacrés et d'autre part que Jugurtha veuille mettre en place un royaume de Numidie fort et uni.
En 110 av. J.-C, Jugurtha, séjournant à Rome et ayant appris que son cousin Massiva, fils de 
Gulussa, s'y trouve lui aussi, le fait assassiner ; il reçoit aussitôt du Sénat l'ordre de quitter l'Italie (Salluste, Bellum Iugurthinum, 35, 4-9).
Peu après, vers la fin de la même année 110, a lieu la bataille de Suthul, au cours de laquelle les troupes menées par Jugurtha battent l'armée romaine.
Le consul Calpurnius est alors envoyé en Afrique du Nord. Le conflit dure jusqu'en 109 av. J.-C., date à laquelle Jugurtha accepte de faire la paix. À Rome, les avis sont divisés sur la question numide : les optimates considèrent que la Numidie doit rester un royaume indépendant, les populares considérant au contraire que la Numidie est une propriété du peuple romain. Jugurtha est alors convoqué devant le Sénat romain.
C'est alors que le consul Postimius Albinus propose de régler le problème en donnant la couronne à Massiva, un cousin de Jugurtha. Ce dernier tue Massiva et s'enfuit. Les hostilités reprennent alors. Postimius Albinus ayant été vaincu par Jugurtha à la bataille de Calama, il est remplacé par un nouveau consul, Quintus Caecilius Metellus qui gagnera son surnom de Numidicus au cours de cette guerre.
En 108 a lieu la bataille du Muthul, qui opposa les légions romaines commandées par Quintus Caecilius Metellus aux troupes de Jugurtha, les Romains subissent de très lourdes pertes au cours des escarmouches, mais la bataille fut indécise, les Romains étant sauvés de la défaite grâce à Caius Marius. Le génie militaire de Caius Marius brille pour la première fois, sauvant les Romains.
Caius Marius est soutenu par les populares, Caecilius Metellus étant le patron de Marius. Caecilius Metellus gagne le siège de Thala mais est battu lors du siège de Zama. Metellus parvient à repousser Jugurtha jusqu'en Maurétanie. Cependant, il est relevé de son commandement en 107 av. J.-C. au profit de Marius. Ce dernier remporte de nouvelles victoires contre Jugurtha à Cirta et à Capsa, l'actuelle Gafsa. Mais il devient rapidement évident que Rome ne peut vaincre Jugurtha.

### Chute

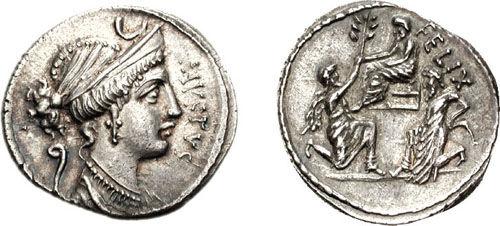
Monnaie romaine avec, sur la face de droite, le triomphe de Sylla, avec Bocchus en position de soumission et Jugurtha enchaîné derrière le trône. Exposé au musée d'Alger.

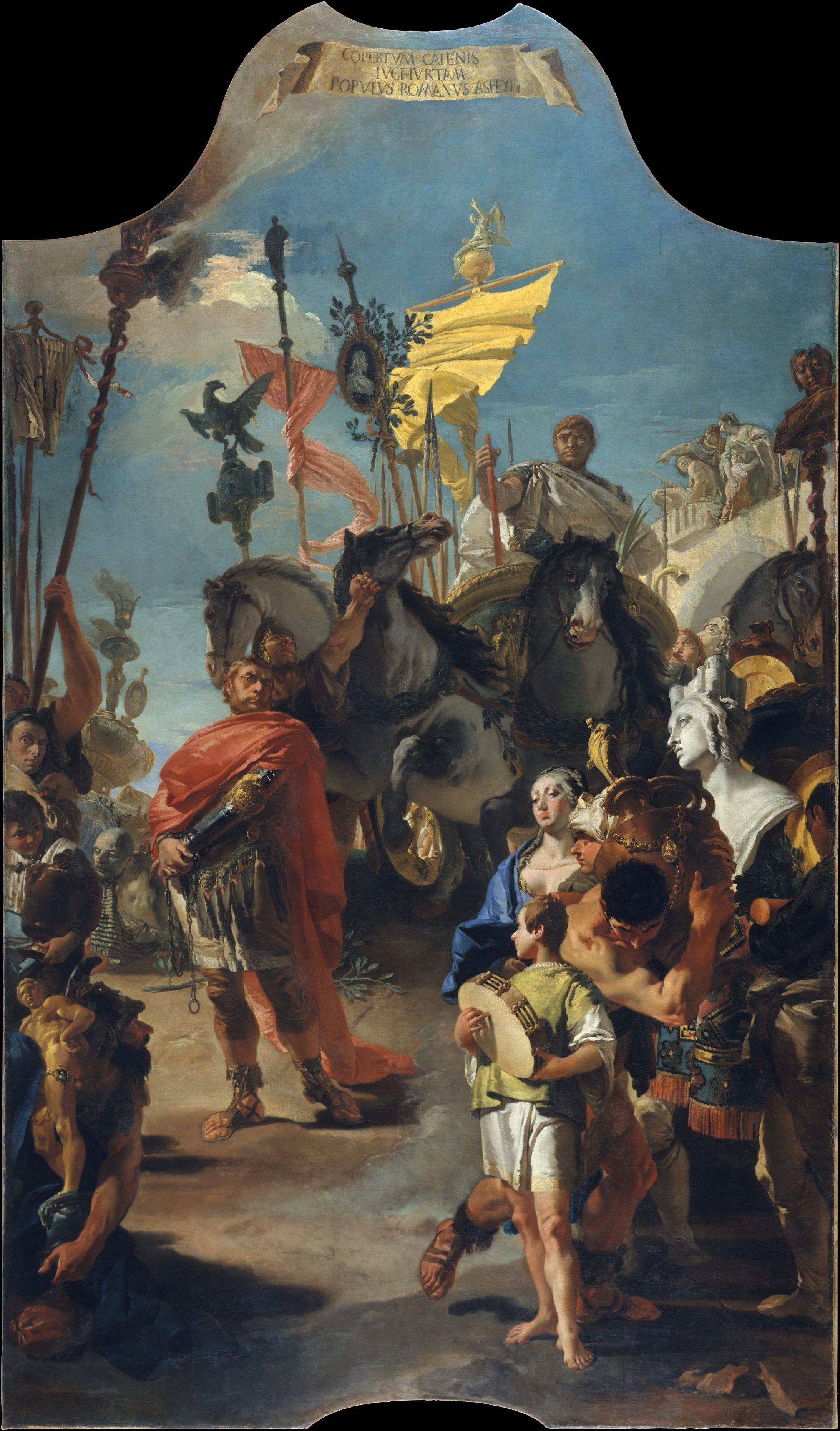
La capture de Jugurtha

En 105 av. J.-C., à la faveur d'un guet-apens, Jugurtha est livré aux Romains par Bocchus, son beau-père et jusque-là, son allié,,. Sylla ayant réussi à convaincre ce dernier d'acheter la paix en livrant lui-même Jugurtha. La Numidie est partagée : sa partie occidentale est attribuée à Bocchus, roi de Maurétanie, le reste est laissé sous l'autorité d'un roi vassal de Rome. Bocchus reçoit le titre d'« ami de Rome ».

La Numidie n'est pas annexée. Elle est cependant étroitement surveillée en devenant un royaume client de Rome. Les Romains placent sur le trône Gauda, fils légitime de Mastanabal. Marius est alors réélu consul en 105 av. J.-C. puis reçoit les honneurs du triomphe lorsqu'il retourne à Rome. Quant à Jugurtha, il meurt de faim dans la prison de Tullianum, à Rome, vers 104 av. J.-C.

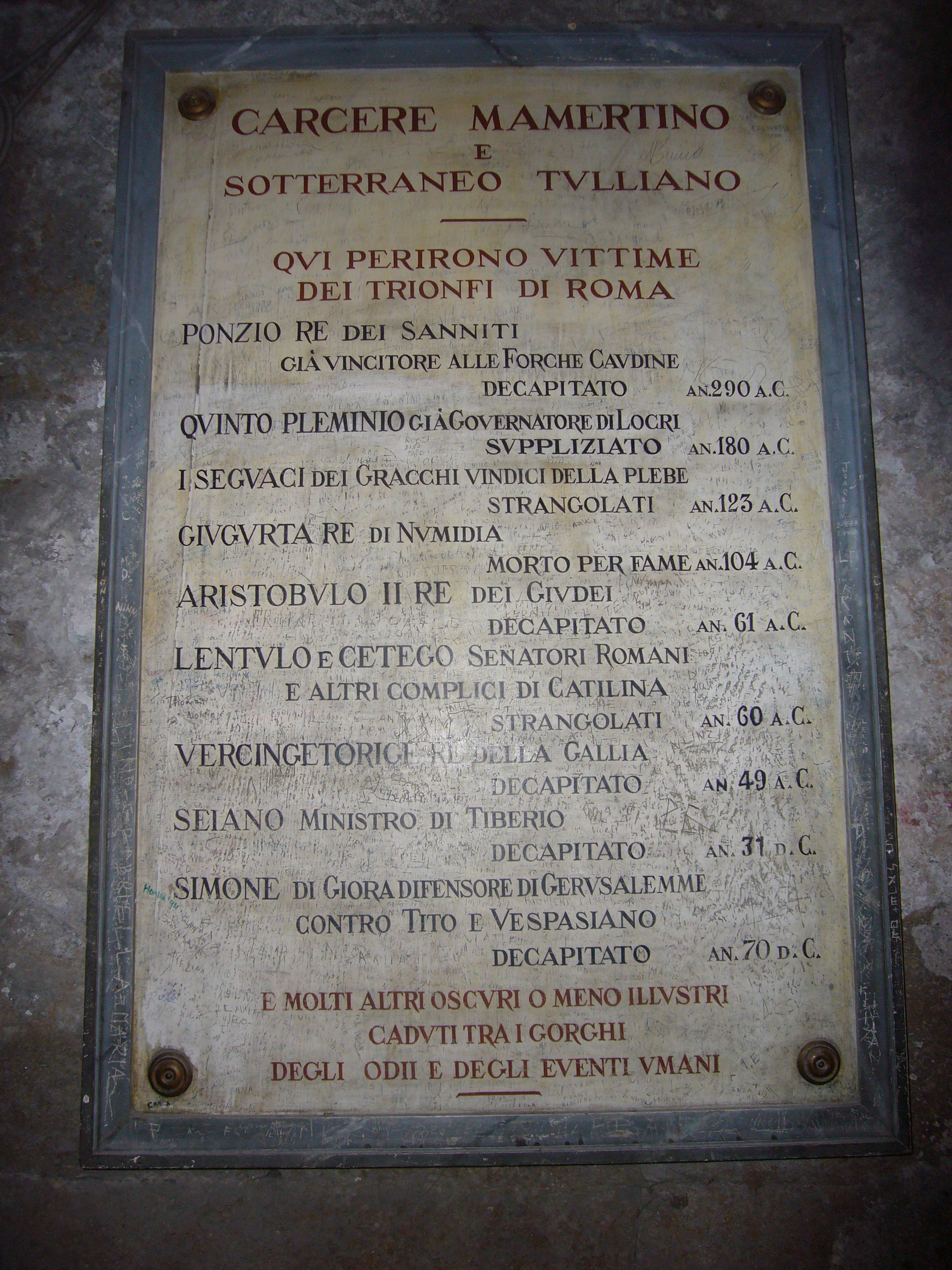
Jugurtha figurant sur la liste de détenus de la prison Mamertine (Tullianum) à Rome.

Le conflit entre Rome et Jugurtha nous est surtout connu grâce à la Guerre de Jugurtha (Bellum Iugurthinum) de l'historien romain Salluste.

### Personnalité
Jugurtha est dépeint par les historiens romains (donc des adversaires), comme étant un guerrier brave jusqu’à la témérité, menant des opérations de guérilla dans lesquelles il excelle mais n’hésitant pas à engager de vraies batailles, comme il l’avait appris des Romains en Espagne, sachant en même temps conduire une diplomatie complexe auprès du Sénat romain et de Bocchus, roi de Maurétanie, dont il obtint l’alliance. Mais à ces avantages s’ajoutent des traits de caractère particulièrement odieux : il méprise ses adversaires et sacrifie sans vergogne tout conseiller ou compagnon d’armes qui a cessé de plaire. Intelligent, ambitieux, il commet des erreurs de jugement aux conséquences catastrophiques pour l’avenir du royaume de Numidie.

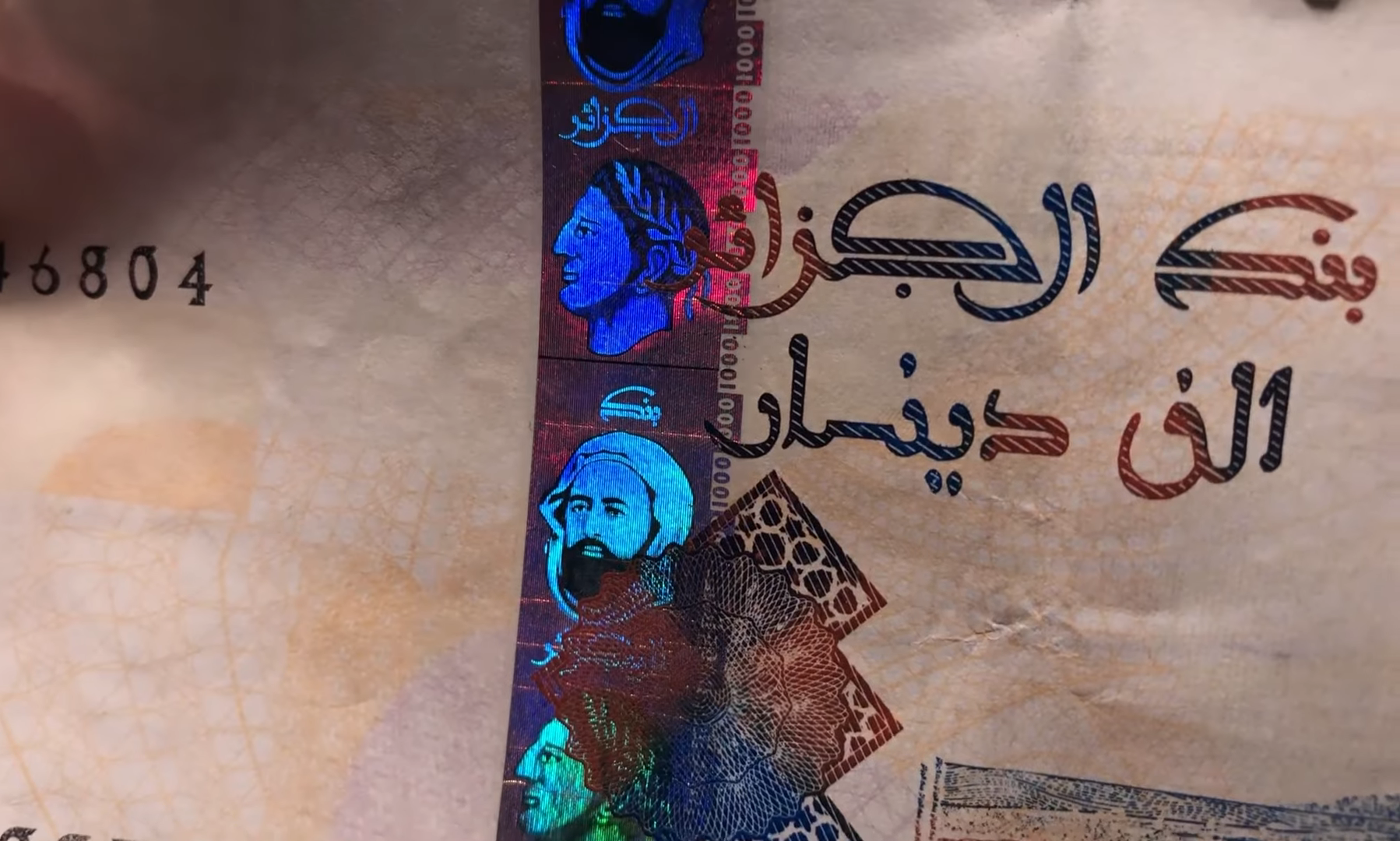
Jugurtha sur un billet de 1000 Dinars algériens

## Postérité
- Figure sur les billets de banques algériens, l’effigie de Jugurtha aux cotés d'Abdelkader, dont les épopées sont souvent mises en parallèles
- Une montagne à Kalaat Senan en Tunisie, lieu d'une bataille entre Jugurtha et Marius, porte désormais son nom : la Table de Jugurtha[10].
- Un astéroïde découvert par l'astronome sud-africain Cyril V. Jackson porte son nom, le (1248) Jugurtha.
- Un poème, Jugurtha, écrit par Arthur Rimbaud, lui est consacré.
- L'histoire de la guerre de Jugurtha a été romancée dans Tullianum, en kabyle, par Amer Oulamara.
- Une série de bande dessinée historique belge, en 16 tomes, inspirée de l'histoire de Jugurtha, a été publiée entre 1967 et 1995.
- Lorsqu'il était à l'Elysée, le président Valéry Giscard d'Estaing possédait une braque de Weimar nommée Jugurtha[11].